# Sumrall
Sumrall és una població dels Estats Units a l'estat de Mississipi. Segons el cens del 2000 tenia 1.005 habitants.

## Demografia
Segons el cens del 2000, Sumrall tenia 1.005 habitants, 406 habitatges, i 265 famílies. La densitat de població era de 181,3 habitants per km².
Dels 406 habitatges en un 34,5% hi vivien nens de menys de 18 anys, en un 48% hi vivien parelles casades, en un 15,8% dones solteres, i en un 34,5% no eren unitats familiars. En el 32,3% dels habitatges hi vivien persones soles el 17,2% de les quals corresponia a persones de 65 anys o més que vivien soles. El nombre mitjà de persones vivint en cada habitatge era de 2,43 i el nombre mitjà de persones que vivien en cada família era de 3,09.
Per edats la població es repartia de la següent manera: un 27,2% tenia menys de 18 anys, un 9,2% entre 18 i 24, un 27,3% entre 25 i 44, un 21,8% de 45 a 60 i un 14,6% 65 anys o més.
L'edat mediana era de 36 anys. Per cada 100 dones de 18 o més anys hi havia 79 homes.
La renda mediana per habitatge era de 25.800 $ i la renda mediana per família de 37.784 $. Els homes tenien una renda mediana de 29.500 $ mentre que les dones 16.786 $. La renda per capita de la població era de 14.715 $. Entorn del 13,3% de les famílies i el 18% de la població estaven per davall del llindar de pobresa.

## Poblacions més properes
El següent diagrama mostra les poblacions més properes.